# أما أمبوفو
أما أمبوفو (بالإنجليزية: Ama Ampofo)‏، هي مُمثلة غانية. رُشحت سنة 2015 لنيل جائزة الأكاديمية الأفريقية للأفلام لأفضل ممثلة في دور مساعد عن دورها في فيلم «الشيطان في التفاصيل».

## روابط خارجية
أما أمبوفو على موقع IMDb (الإنجليزية)